# 俾斯麦海海战

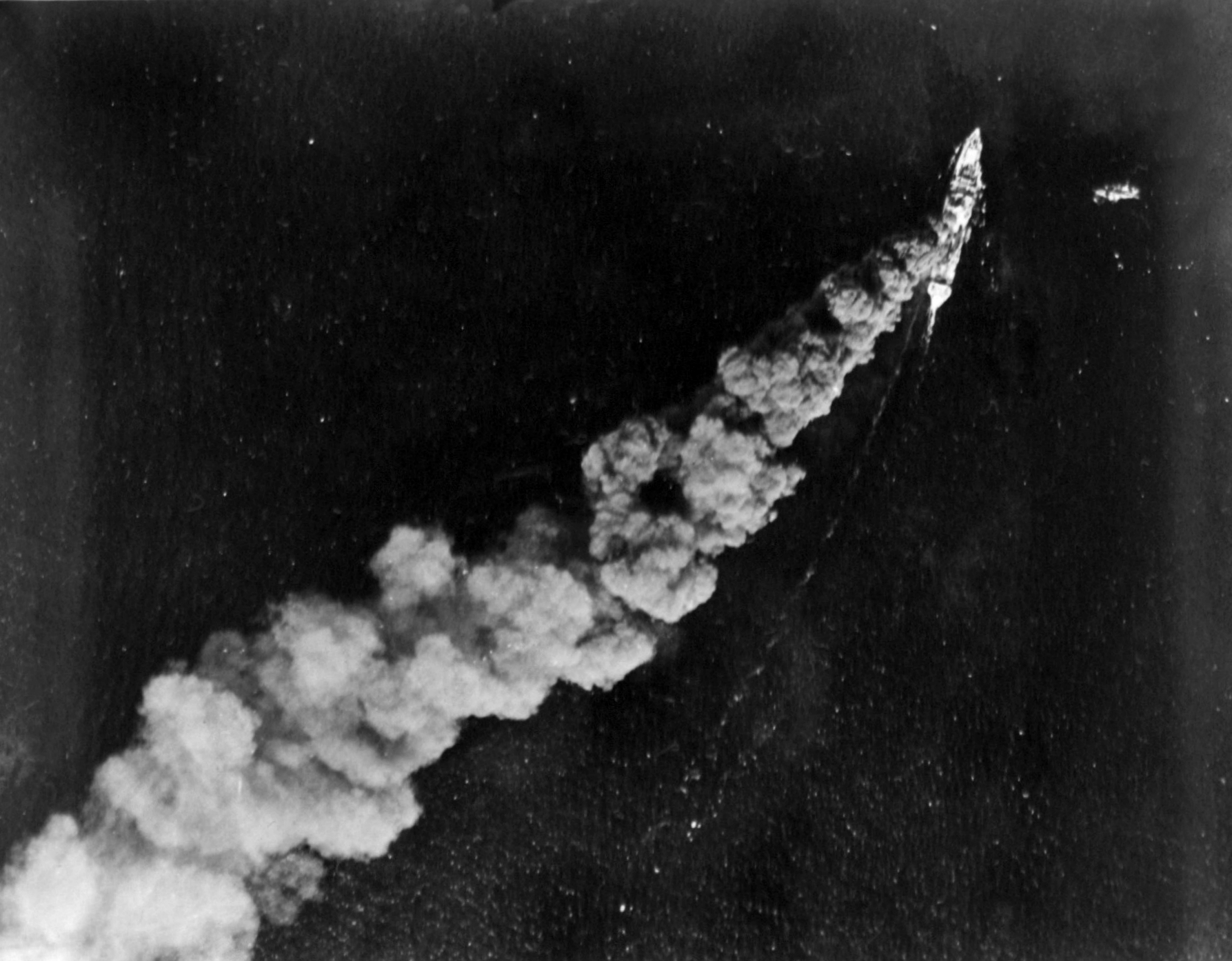
被击中的日本军舰

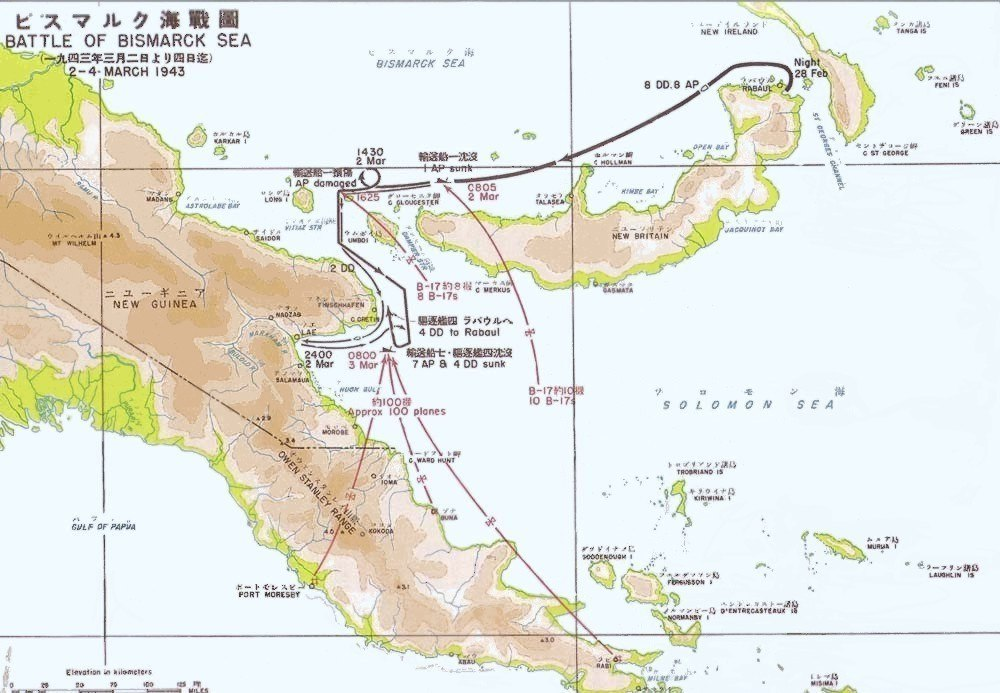
日本海军行军路线

俾斯麦海海战（英語：Battle of Bismarck Sea）是1943年3月2日至3日盟军在俾斯麦海对大日本帝国海军的运输船队进行的轰炸行动。最终歼灭日军船队。

## 背景
1943年2月1日至7日，日军将瓜达尔卡纳尔岛的残余部队撤走后，预计盟军将会进攻莱城，因此制定了把第51师团运往莱城的第81号作战计划。盟军也获悉日军的行动，美國陸軍航空軍和澳大利亚皇家空軍的飛行部队于3月1日完成攻击准备。
日军计划船队于2月28日从拉包尔出航，3月3日抵达莱城。虽然考虑了盟军的空中袭击，但是模拟中因天气不佳而被全部排除。

## 战斗经过
在木村昌福少将指挥下，日军8艘运输船在8艘驱逐舰护航下于2月28日启程，3月1日被盟军B-24轰炸机发现。随后派出的B-17轟炸機编队因天气恶劣沒發現船隊。
3月2日，10架B-17轰炸机再次发现船队并发动攻击，运输舰旭盛丸被击沉，驱逐舰雪风號和朝雲號救助幸存的船员后前往莱城。下午8架B-17攻击船队，运煤舰野岛受伤。雪风和朝云日落后抵达莱城，卸下被救人员和物资后立刻返回继续保护船队。
3月3日上午，10架澳大利亚的波弗特魚雷轟炸機试图攻击船队，被零式战斗机击退。接着在澳空军13架波弗特魚雷轟炸機低空扫射的掩护下，13架B-17轰炸机在高空进行轰炸，这次袭击没有伤害船队。接着盟军13架B-25轰炸机的和12架B-25轰炸机连续发动两波中低空轰炸，最后12架A-20轟炸機和6架B-25轰炸机给了船队致命一击，攻擊行動中盟軍首次使用了彈跳轟炸（於低空高速投擲炸彈，使炸彈如打水漂般地擊中船隻的水線）戰術，造成运输船7艘，驱逐舰3艘中弹。运输船建武丸、爱洋丸和旗舰白雪沉没，司令官木村重伤。残存的部队在盟军的攻击下不得不放弃救助落水人员而撤退。
盟军对日军船队穷追猛打，运输船神爱丸、太明丸、帝洋丸、野岛先后中弹沉没。失去航行能力的运输船大井川丸和驱逐舰荒潮也在随后的攻击中沉没。唯一能自主航行的驱逐舰朝潮遭到集中火力的攻击，最终失去动力而弃船。

## 结果

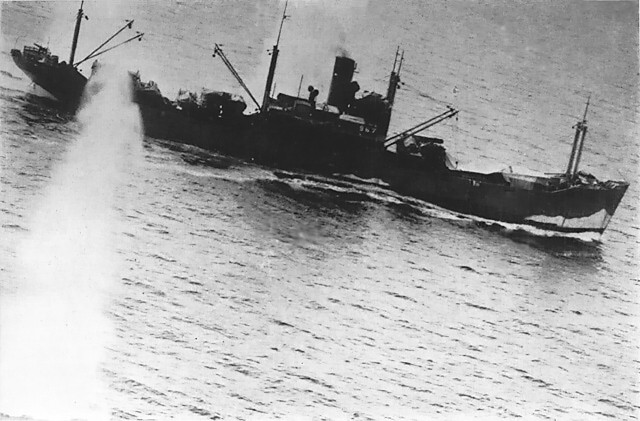
遭攻击的日本运输船

日军以運輸船8艘、驱逐舰4艘被击沉，士兵3,000名战死，损失物资2,500吨的惨败而告终。日军失败的直接原因运输船队缺乏中低空空中掩护，根本原因是第八舰队司令部轻率的作战计划。此后类似的场面也在太平洋战争中反复出现，加速日本海军衰退的命运。

## 引用
1. ↑  Gillison（1962年），第696页
2. ↑  戰史叢書96，第67-69页

### 書籍
- 防衛庁防衛研修所戦史室. . 戦史叢書 第96巻. 朝雲新聞社. 1976年8月 （日语）.
- Arbon, J. . Walsworth Press. 1979. "ASIN" B0006XMVUI.
- Bergerud, Eric M. . Boulder, CO, USA: Westview Press. 2000. ISBN 0-8133-3869-7.
- Birdsall, Steve. . Doubleday. 1977. ISBN 0-385-03218-8.
- Bruning, John R., Jr. . . St. Paul, Minnesota, USA: Zenith Press. 2005. ISBN 0-7603-2095-0.
- Gillison, Douglas, , , Australia in the War of 1939–1945: Series 3 – Air 1, Canberra: Australian War Memorial, 1962, OCLC 2000369
- Henebry, John P. . Pictorial Histories Publishing Company. 2002. ISBN 1-57510-093-2.
- McAulay, Lex. . St Martins Pr; 1st ed edition. 1991. ISBN 0-312-05820-9.
- Morison, Samuel Eliot. . History of United States Naval Operations in World War II（英语：History of United States Naval Operations in World War II） 6. Castle Books. 1958. ISBN 0785813071.
- Stanaway, John. . Schiffer Publishing, Ltd. 1999. ISBN 0764309102.
- Yoshihara, Kane; translation by Doris Heath. . Southern Cross. Australian War Memorial.   [2008-02-17]. （原始内容存档于2007-08-31）.

### 網站
- Brad Manera, Military Historian, Australian War Memorial, 2003, Battle of the Bismarck Sea, March 2–4, 1943.
- Historic Wings: Battle of the Bismarck Sea （页面存档备份，存于）.
- History.net Battle of the Bismarck Sea （页面存档备份，存于）.
- Dr Alan Stephens, "Battle of the Bismarck Sea".
- Geoff Hastwell, 2003, "The Battle of the Bismarck Sea".
- Allyn D. Nevitt, 1996, "Battle of the Bismarck Sea" （页面存档备份，存于）.
- Craven, Wesley Frank; James Lea Cate. . The Army Air Forces in World War II. U.S. Office of Air Force History.   [October 20, 2006]. （原始内容存档于2006-11-26）.